# Edward & Nancy Kienholz
 Edward & Nancy Kienholz  war ein US-amerikanisches Künstlerpaar bestehend aus Nancy Kienholz (1943 als Nancy Reddin geboren; gestorben 2019) und Edward Kienholz (1927–1994), das von 1972 bis 1994 als Objekt-, Installations- und Konzeptkünstler zusammenarbeitete.
Das Künstlerpaar war in Hope (Idaho), Houston (Texas) und Berlin wohnhaft und künstlerisch tätig.

## Geschichte und Werk
Edward Kienholz begann bereits in den 1950er Jahren als Autodidakt künstlerisch zu arbeiten. Die beiden lernten sich 1972 kennen. Ed Kienholz war bereits viermal verheiratet, als er Nancy kennenlernte. Die beiden heirateten und blieben bis zu Edwards Tod im Jahr 1994 zusammen. Nancy Kienholz, die gelernte Fotografin war, lernte von ihrem Ehemann „Ed“ mehr als zwanzig Jahre lang autodidaktisch künstlerisch zu arbeiten.
Die beiden traten als Künstlerpaar auf und signierten viele Werke gemeinsam. Diese Gleichstellung von mehreren Künstlern, die an einem gemeinsamen Werk gearbeitet hatten, war zur damaligen Zeit neu und revolutionär.
Ed & Nancy Kienholz gelten als zwei der führenden neodadaistischen Künstler, die den Schritt vom dadaistischen Environment zur Objektmontage vollzogen hatten. Ab dem Jahr 1973 lebte und arbeitete das Paar abwechselnd in Deutschland (in Köln und Berlin) und in Hope.
Im Jahr 1972 waren sie mit der Anti-Rassismus-Installation Five Car Stud (bestehend aus 5 amerikanischen Automobilen und 9 lebensgroßen Figuren) Teilnehmer der documenta 5 in Kassel in der Abteilung Individuelle Mythologien. Die Installation Five Car Stud wurde damals von documenta-Gründer Arnold Bode durch eine eigene Finanzierung – gegen den Willen des Ausstellungsleiters der documenta 5 Harald Szeemann – organisiert.
Ihre Werke gehören zu den Sammlungen bedeutender Museen, unter anderem des Los Angeles County Museum of Art - LACMA, Los Angeles, The Museum of Contemporary Art - MOCA, Los Angeles, Whitney Museum of American Art, New York,
Orange County Museum of Art, Newport Beach, Norton Simon Museum, Pasadena, Portland Art Museum, Portland, The McNay Art Museum, San Antonio und San Francisco Museum of Modern Art - SFMOMA, San Francisco.
Nancy Kienholz inszenierte im Jahr 1994 die Beerdigungszeremonie von Edward Kienholz als letzten gemeinsamen künstlerischen Akt.